# Министр иностранных дел Шри-Ланки
Министр иностранных дел Шри-Ланки — министерский пост в Кабинете Шри-Ланки. Пост был создан в 1978 году, когда бывшее министерство внешних сношений и обороны было разделено на два министерства. До этого пост министра внешних сношений и обороны занимался премьер-министром Шри-Ланки с 1947 года, с парламентским секретарём по обороне и внешним сношениям, который был избранным парламентарием и был де-факто министром иностранных дел.

## Министры иностранных дел Шри-Ланки с 1978 года
- Абдул Кадер Шахул Хамид (1978 — 1989);
- Ранджан Виджератни (1989 — 1991);
- Гарольд Герат (1991 — 1993);
- Абдул Кадер Шахул Хамид (1993 — 1994);
- Лакшман Кадиргамар (1994 — 2001);
- Тирон Фернандо (2001 — 2004);
- Лакшман Кадиргамар (2004 — 2005);
- Анура Бандаранаике (2005 — 2005);
- Мангала Самаравеера (2005 — 2007);
- Рохитха Боголлагама (2007 — 2010);
- Гамини Лакшман Пейрис (2010 — 2015);
- Мангала Самаравеера (2015 — 2017);
- Рави Карунанаяке (2017 — 2017);
- Тилак Марапана (2017 — 2019);
- Динеш Гунавардена (2019 — 2021);
- Гамини Лакшман Пейрис (2021 — 2022);
- Али Сабри[англ.] (2022 — н. в.).